# Pardosa irretita
Pardosa irretita är en spindelart som beskrevs av Simon 1886. Pardosa irretita ingår i släktet Pardosa och familjen vargspindlar. Inga underarter finns listade i Catalogue of Life.